# Siebenbäumen
Siebenbäumen település Németországban, Schleswig-Holstein tartományban. Lakosainak száma 583 fő (2023. december 31.).

## Népesség
A település népességének változása:
| Lakosok száma | 500  | 627  | 614  | 599  | 595  | 583  |
|               | 1975 | 2017 | 2019 | 2021 | 2022 | 2023 |